# Гронингенское газовое месторождение

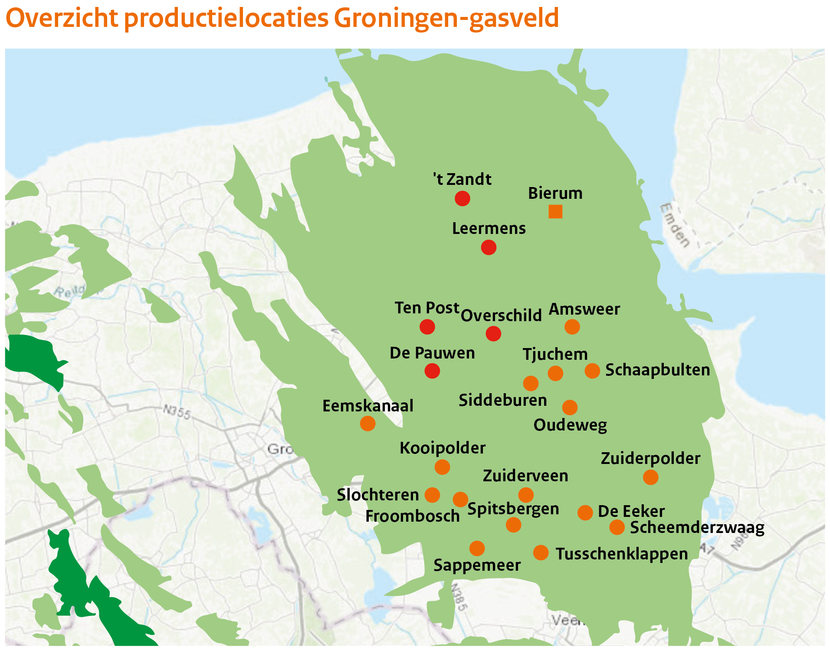
Карта производственных площадок Гронингенского газового месторождения

Гронингенское газовое месторождение — гигантское газовое месторождение, находится на севере Нидерландов. Открыто в 1959 году. Залежи на глубине 2,5—3 км.

## Характеристика
Газоносность связана с отложениями пермского возраста. Оно связано с крупным пологим сводом, в ядре которого залегает соляной массив. Для разреза отложений, образующих свод, характерно резкое сокращение (до 200 м) мощности юрских отложений.
Считается, что остаточные запасы газа на месторождении — 2,7 трлн м³, накопленная добыча — свыше 1,5 трлн м³. На месторождении функционируют 300 скважин. Газ месторождения Гронинген содержит 81 % метана и 14 % азота, что делает его идеальным для использования в сети газопроводов Нидерландов.

### Землетрясения
Начиная с 1994 года район месторождения пережил более 900 землетрясений магнитудой до 3,6 баллов. Была доказана связь землетрясений с выработкой месторождения. Правительство Нидерландов ужесточило нормы добычи газа и определило дату принудительного прекращения эксплуатации месторождения на 2030 год.
В феврале 2021 года стало известно о намерении полностью прекратить добычу газа в середине (конце) 2022 года. Правительство Нидерландов намерено навсегда закрыть крупнейшее в Европе газовое месторождение с 1 октября 2023 года, сообщило 15 июня агентство Bloomberg.

## Экономическое значение
Разработка месторождения была достаточно дорогой и чтобы она окупилась, потребовалась мощная государственная поддержка для строительства сети газопроводов и изменение правил торговли на газовом рынке: введения принципа «бери или плати» и привязка цены газа к цене на нефть. 
Именно из-за открытия данного месторождения, его быстрого освоения и его прибыльности, газовый сектор в голландской экономике стал очень значителен. Экономика страны стала очень зависима от добычи газа. Данный эффект получил название «голландской болезни».

## Оператор месторождения
Оператором месторождении является Nederlandse Aardolie Maatschappij, совместное предприятие на паритетных началах компаний Royal Dutch/Shell и ExxonMobil.